# Direito de amar
Direito de Amar  en portugués, Derecho a Amar  en español, Le Droit d´aimer en francés y Das Recht zu lieben en alemán es una telenovela brasileña de época de TV Globo emitida en el horario de las 18 horas, es decir, es una telenovela de las seis, con 160 capítulos sustituyó a Sinhá Moça y fue sustituida por Bambolê. Fue la 33.ª telenovela de las seis emitida por Rede Globo. Contando con el guion de Walter Negrão y con el apoyo de Marilu Saldanha, Ana Maria Moretzsohn y Alcides Nogueira, dirigida por Jayme Monjardim y José Carlos Pieri, con dirección ejecutiva de Nilton Travesso y supervisada por Daniel Filho. La trama se basó en la radionovela A Noiva das Trevas de Janete Clair, que fue escrita en los años 50.
Protagonizada por Gloria Pires y Lauro Corona, con las participaciones antagónicas de Carlos Vereza y Cissa Guimarães y cuenta con las actuaciones estelares de Ítala Nandi, Suzana Faini, Betty Gofman, Elias Gleizer, Edney Giovenazzi, Carlos Zara y Ester Góes. La telenovela además de emitirse en Brasil, se emitió en países como España, Francia, Suiza , Alemania, Hungría, Vietnam, Grecia, Polonia  o en la ya extinguida Unión Soviética. En el caso de España, coincidió su emisión con el fallecimiento de Lauro Corona en 1989.

## Sinopsis
La historia comienza en la ciudad de Río de Janeiro, en la Nochevieja de 1900, Augusto Medeiros (Edney Giovenazzi) está arruinado y las circunstancias le llevan a casar a su hija, Rosália (Glória Pires), con el banquero usurero don Francisco de Montserrat (Carlos Vereza), ya que tiene una deuda que no puede pagar, se trata de un matrimonio de conveniencia y sin amor. Sin embargo la sufrida Rosália está enamorada de Adriano (Lauro Corona), médico que acaba de terminar la carrera y que había conocido en el baile de máscaras de la Nochevieja de 1900, lo más curioso es que Adriano es hijo de don Francisco de Montserrat y Rosália aún no lo sabe. Además de eso, el malvado don Francisco de Montserrat tiene varios secretos, entre ellos, tiene bajo custodia una mujer, Joana (Ítala Mandi), oficialmente es una enferma mental, está encerrada en un dormitorio de su mansión- una mujer que sabe demasiado sobre el oscuro pasado de Montserrat. Al final de la telenovela, se descubre que Joana era, en realidad, la esposa de Montserrat, ya que él se había hecho pasar por viudo. Pero el malvado banquero usurero tiene aún que enfrentarse a su antiguo rival, el médico Jorge Ramos (Carlos Zara), con el que se había disputado a Joana en el pasado. Además de eso, el médico tiene una gran influencia sobre Adriano, incluso en su decisión de ser médico.

## Elenco
| Actor                  | Personaje                           |
| ---------------------- | ----------------------------------- |
| Glória Pires           | Rosália Alves Medeiros              |
| Lauro Corona           | Adriano de Monserrat                |
| Carlos Vereza          | Francisco de Monserrat              |
| Ítala Nandi            | Joana / Bárbara / Nanette           |
| Carlos Zara            | Dr. Jorge Ramos                     |
| Cissa Guimarães        | Paula Barbosa                       |
| Suzana Faini           | Mercedes                            |
| Edney Giovenazzi       | Augusto Medeiros                    |
| Ester Góes             | Leonor Alves Medeiros               |
| Elias Gleizer          | Manuel Barbosa (don Manuel)         |
| Célia Helena           | Berenice Reis (Beré)                |
| Betty Gofman           | Antônia (Tonica)                    |
| Tim Rescala            | Teotônio Andrade da Silva (Bodoque) |
| Cristina Prochaska     | Carola                              |
| Rogério Márcico        | Raimundo Reis                       |
| Yolanda Cardoso        | Catarina Barbosa                    |
| Older Cazarré          | Padre Ignacio                       |
| Priscila Camargo       | Alice                               |
| Rômulo Arantes         | Nelo Barbosa                        |
| Cinira Camargo         | Esmeralda                           |
| João Carlos Barroso    | Danilo                              |
| Rosana Garcia          | Maria José (Marizé)                 |
| Narjara Turetta        | Mariana                             |
| Luísa Thiré            | Maria Inês (Marinês)                |
| Carlo Briani           | Rogério Reis                        |
| Luca de Castro         | João Carlos (Juca)                  |
| Roberto Faissal        | Galileu                             |
| Stella Miranda         | Mignon                              |
| Felipe Donavan         | Tufi                                |
| Teresa Cristina Arnaud | Ondina                              |

### Participaciones Especiales
| Actor            | Personaje      |
| ---------------- | -------------- |
| Carlos Gregório  | Cirineu Farfan |
| Francisco Milani | Veiga          |

## Emisión Internacional
España
Portugal
Alemania
Unión Soviética
Vietnam
Francia
Suiza
Grecia
Hungría
Polonia
Ecuador